# 悪い噂
『悪い噂』（わるいうわさ）は、とんねるず10枚目のオリジナル・アルバム。1993年9月17日発売。

## 概要
初回盤のみ歌詞付フォトブックレット封入の三方背BOX仕様。秋元康による楽曲ごとのライナーノーツが寄稿されている。

## 収録曲
全作詞：秋元康
全作曲・M-3以外全編曲：後藤次利
1. 悪い噂
コーラスアレンジ：高尾直樹
2. 俺がいる
コーラスアレンジ：曳田修
3. 結局のLOVE SONG
編曲：田原音彦
コーラスアレンジ：曳田修
サッポロビール「黒ラベル」CF曲。
4. 横須賀ロンリーブルース
ホーンアレンジ：椎名和夫
コーラスアレンジ：高尾直樹
5. 腕時計
石橋ソロ曲
コーラスアレンジ：曳田修
6. 恋人
木梨ソロ曲
コーラスアレンジ：Hiroaki Suzuki
7. 男の羽根
コーラスアレンジ：曳田修
8. adlib
ホーンアレンジ：椎名和夫
コーラスアレンジ：高尾直樹
9. 踏んづけちまえよ
ホーンアレンジ：椎名和夫
コーラスアレンジ：高尾直樹
10. KATSUAGE
ホーンアレンジ：椎名和夫
コーラスアレンジ：高尾直樹
11. やさぐれ
コーラスアレンジ：Hiroaki Suzuki